# 正田絢子
正田 絢子（しょうだ あやこ、1981年11月3日 - ）は、大阪府吹田市出身の女子アマチュアレスリング選手。階級は59kg級。京都府立網野高校卒業。2009年以後は京都府立網野高校で体育科の教員を務めている。

## 経歴

### 幼少期

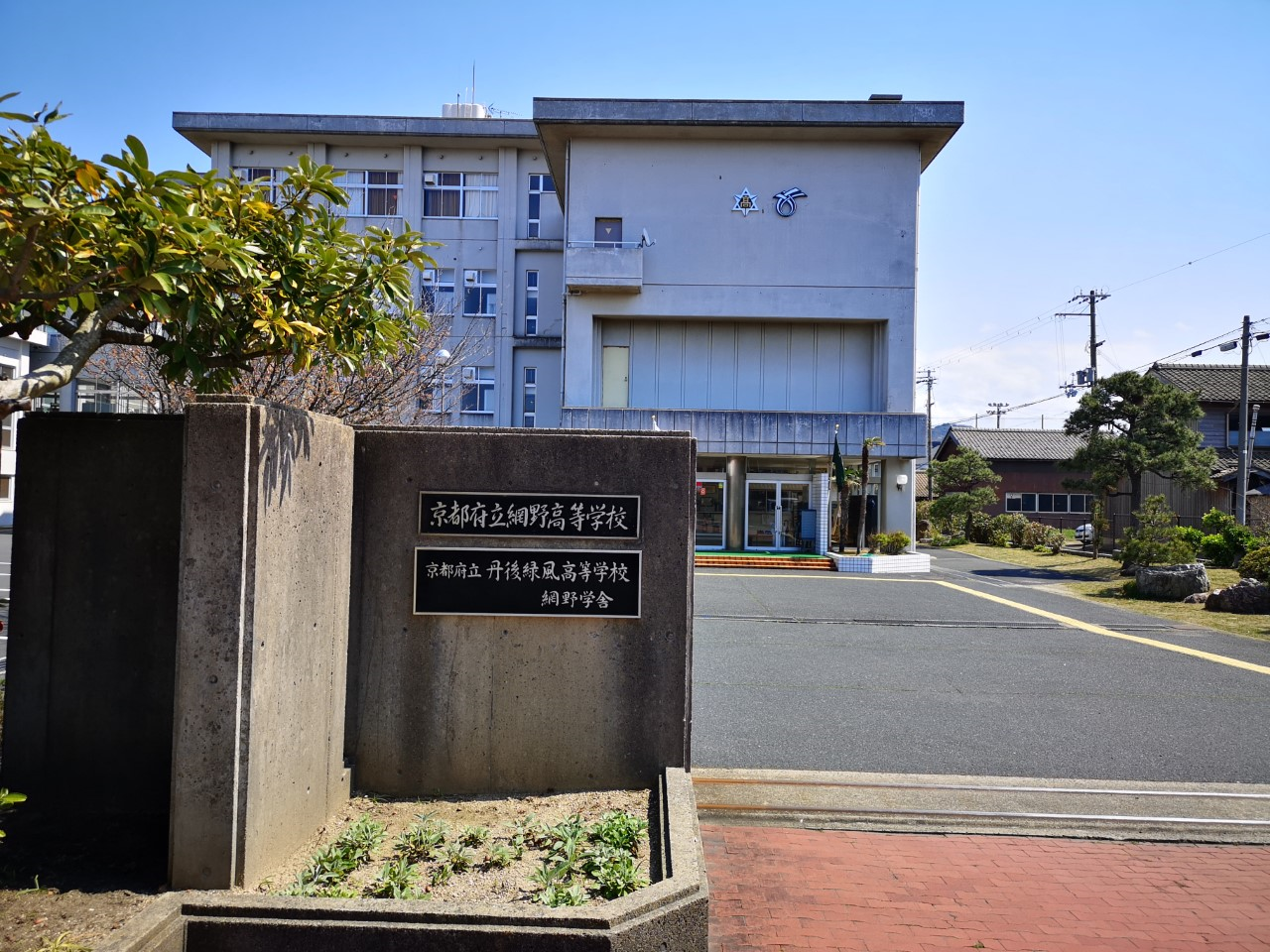
母校である京都府立網野高校

1981年に大阪府吹田市に生まれた。少年少女クラブとしては名門とされる吹田市民レスリング教室 出身であり、レスリングを始めたのは6歳の時である。中学3年までは習い事感覚だったというが、1995年と1996年には全国中学生レスリング選手権大会で2連覇を果たした。中学3年生の時には海外遠征に参加した。その後京都府北部の京都府立網野高校に進学した。

### 世界大会での活躍
京都府立網野高校レスリング部の同学年には伊調千春もおり、伊調千春らと練習を積んだ。1998年には全日本ジュニアレスリング選手権大会58kg級で優勝し、またで全日本女子レスリング選手権大会62kg級でも優勝した。1998年にはレスリング世界選手権こそ出場していないものの、世界女子ジュニア選手権の58kg級で3位、アジア女子国際トーナメントの62kg級で2位となっている。
1999年3月にはジャパンクイーンズカップの62kg級で優勝し、高校3年生だった1999年には1999年レスリング世界選手権の62kg級で優勝した。この時の正田は17歳10カ月であり、現行ルール化では大会史上最年少優勝者である。
京都府立網野高校卒業後、東洋大学通信教育部日本文学文化学科 に進学したものの、網野町を離れずに網野高校で練習する道を選んだ。両親には網野町に残ることを反対されたという。リラックスする手段として日本海を訪れることがあり、夏季には練習後にそのまま海に入ることもあるという。自動車免許取得後には鳴き砂で知られる琴引浜まで足を運ぶこともあった。網野市街地を歩くとあちこちで声をかけられるといい、「人情味の厚い中で育ててもらった。網野が大好きです」と話す。
2000年にはレスリングアジア選手権の62kg級と世界女子ジュニア選手権で優勝し、2001年にもアジア選手権の62kg級で優勝した。しかし、右肩の脱臼癖が悪化したことで、2001年9月には右肩の手術を行った。また、63kg級で伊調馨が台頭したこともあって、世界選手権や2004年アテネオリンピックへの代表を逃した。網野高校で練習を続ける傍らで、2005年にはジャパンビバレッジに入社した。
2005年には59kg級に階級を下げると、ジャパンクイーンズカップの59kg級で優勝し、レスリングワールドカップでも優勝した。トルコで開催されたユニバーシアードの59kg級でも優勝し、世界選手権の59kg級では1999年以来6年ぶり2回目の優勝を果たした。2006年にはレスリングアジア選手権の63kg級でも優勝し、同年の世界選手権では59kg級で2連覇を果たした。2006年10月25日には京都府スポーツ賞特別栄誉賞を受賞した。網野高校卒業後も網野高校で練習を行うことがあり、男子部員と組むこともあるという。
2007年には翌年の北京オリンピックのために正式に63kg級に階級を戻した。同年1月の全日本選手権（2006年度）では伊調馨に敗れて準優勝、同年のジャパンビバレッジクイーンズカップでもやはり伊調馨に敗れて準優勝だった。同年には59kg級で世界選手権に出場したが、3回戦敗退（7位）に終わっている。この大会の63kg級では伊調馨が優勝して北京オリンピックの代表に決定し、正田の63kg級でのオリンピック出場はなくなった。北京オリンピックの出場権を得るために、2008年1月の全日本選手権では、本来の59kg級から一気に3階級も上げて72kg級に出場したが、浜口京子に完敗してオリンピック出場はならなかった。2008年10月に東京で開催された世界選手権には、もともとの59kg級で出場して4度目の優勝を果たした。2009年、京丹後市スポーツ特別栄誉賞を受賞した。

### 第一線引退後
2010年の世界選手権では59kg級で3位となり、この大会後に第一線を退いたが、その後も全日本社会人レスリング選手権大会などには出場を続けている。2009年4月には京都府のスペシャリスト特別選考枠によって母校の体育科の教員となり、レスリング部で顧問として指導に当たっている。
現役期間を通じて伊調馨と激しいライバル関係にあったが、2012年に伊調馨がロンドンオリンピックに出場した際には、ロンドンを訪れて声援を送った。また、2018年に伊調馨が全日本女子オープン選手権に出場した際には、練習相手を買って出て伊調馨の優勝に協力した。正田が社会人の大会に出場する際には、伊調馨が応援に来てくれたこともあったという。
2018年10月19日、世界レスリング連合による「世界レスリング連合殿堂」（レスリング殿堂）を受賞した。日本人としては9人目であり、日本人女子としては3人目である。2020年東京オリンピックの聖火リレー走者に選ばれている。

## 成績

### 主要国際大会
レスリング世界選手権
- 1999年レスリング世界選手権 62kg級 優勝
- 2005年レスリング世界選手権 59kg級 優勝
- 2006年レスリング世界選手権 59kg級 優勝
- 2007年レスリング世界選手権 59kg級 3回戦敗退（7位）
- 2008年レスリング世界選手権 59kg級 優勝
- 2010年レスリング世界選手権 59kg級 3位

レスリングワールドカップ
- 2005年レスリングワールドカップ 優勝

レスリングアジア選手権
- 2000年 62kg級 優勝
- 2001年 62kg級 優勝
- 2003年 63kg級 優勝
- 2006年 63kg級 優勝

### 主要国内大会
全日本レスリング選手権大会
- 1998年 62kg級 優勝
- 1999年 62kg級 準優勝
- 2000年 62kg級 準優勝
- 2002年 63kg級 準優勝
- 2003年 63kg級 準優勝
- 2004年 63kg級 準優勝
- 2005年 59kg級 準優勝
- 2006年 59kg級 準優勝
- 2007年 73kg級 準優勝
- 2009年 59kg級 優勝
- 2009年 59kg級 3位

### その他大会
全日本社会人レスリング選手権大会
- 2004年 63kg級 優勝
- 2005年 63kg級 優勝
- 2009年 59kg級 優勝
- 2011年 59kg級 優勝
- 2012年 63kg級 優勝
- 2014年 58kg級 優勝
- 2015年 58kg級 優勝

その他
- 1998年 全日本ジュニアレスリング選手権大会 58kg級 優勝
- 1998年 全日本女子レスリング選手権大会 62kg級 優勝
- 2001年 全日本ジュニアレスリング選手権大会 63kg級 優勝
- 2003年 全日本学生レスリング選手権大会 63kg級 優勝
- 2005年 ジャパンクイーンズカップ 59kg級 優勝
- 2006年 ジャパンビバレッジクイーンズカップ（シニア） 59kg級 優勝
- 2008年 全日本女子レスリング選手権大会 59kg級 優勝
- 2009年 全日本女子レスリング選手権大会 59kg級 優勝
- 2011年 サンキスト・オープン国際大会 59kg級 優勝
- 2011年 全国社会人オープンレスリング選手権大会 59kg級 優勝
- 2013年 全国社会人オープンレスリング選手権大会 59kg級 優勝
- 2014年 全国社会人オープンレスリング選手権大会 58kg級 優勝
- 2015年 全国社会人オープンレスリング選手権大会 58㎏級 優勝
- 2017年 全国社会人オープンレスリング選手権大会 58kg級 優勝

## 受賞
- 1999年 - 東京スポーツレスリング特別賞
- 2005年 - 東京スポーツレスリング特別賞
- 2006年 - 東京スポーツレスリング特別賞
- 2006年 - 京都府スポーツ賞特別栄誉賞
- 2009年 - 京丹後市スポーツ特別栄誉賞
- 2018年 - 世界レスリング連合殿堂（レスリング殿堂）